# Lavatory Love Machine
Lavatory Love Machine è una canzone degli Edguy. Fa parte del loro quarto album in studio, Hellfire Club (2004). Il disco del singolo contiene la versione album di Lavatory Love Machine, la versione acustica, la cover degli Europe (I'll Cry for You), la canzone Reach Out e il video di Lavatory Love Machine.

## Tracce
1. Lavatory Love Machine - 4:24
2. Lavatory Love Machine - 4:36  (versione acustica)
3. I'll Cry for You - 3:45  (cover degli Europe)
4. Reach Out - 4:04
5. Lavatory Love Machine (videoclip)

## Formazione
- Tobias Sammet  - voce, tastiere
- Jens Ludwig - chitarra solista
- Dirk Sauer - chitarra ritmica
- Tobias Exxel  - basso
- Felix Bohnke - batteria